# Spin-Schaum
Mit dem physikalischen Begriff Spin-Schaum (englisch spin foam), der aus der Theorie der Schleifenquantengravitation (auch Loop-Quantengravitation LQG benannt) stammt, wird die Gesamtheit zeitlich sich entwickelnder Spin-Netzwerke verstanden. Ein Spin-Netzwerk ändert dabei gemäß der Schleifenquantengravitation seine Knoten-Linien-Struktur sprungartig, also zeitlich quantisiert. Darin sehen die Schleifenquantengravitations-Theoretiker Änderungen des Quantenzustands der Raumzeit. Die „schaumige“ Struktur offenbart sich erst auf den winzigen Skalen der Planck-Skala, also auf charakteristischen Längenskalen von nur {\displaystyle 10^{-33}} cm.

## Spin-Schaum und Quantenschaum

Schnitte im Spin-Netzwerk mit konstanter Zeit

Spin-Schaum durch zeitlich (t) diskretes Fortschreiben eines Netzwerkes

Sowohl der Quantenschaum (engl. quantum foam), als auch der Spin-Schaum beschreiben physikalische Phänomene, die sich auf der Planck-Skala abspielen. Dennoch handelt es sich dabei um grundsätzlich verschiedene Dinge. Während der Quantenschaum die gekrümmte, schaumartige Raumzeit des Quantenvakuums zu einem gegebenen Zeitpunkt darstellt, ist der Spin-Schaum nicht 'real'.
In der Schleifenquantengravitation ist jeder Zeitschritt diskret. Daher existiert das Spin-Netzwerk in einem Moment in der einen, und im anderen Moment unmittelbar in der anderen (umgeknüpften) Form. Nur wenn man gedanklich diese einzelnen Netzwerke von der Zeit t1 zur Zeit t2 und weiter zu t3 usw. verbindet, kann man von einer „schaumartigen Struktur“ sprechen.
Bildlich gesprochen ergibt sich bei dieser Modellierungsform eine Art 'Nachzieheffekt', wie man ihn von älteren (Röhren-)Videokameras kennt, oder etwa von Fotoaufnahmen, bei denen man sehr lange Belichtungszeiten einstellt, so dass bewegte Lichter – bei Nacht fotografiert – streifenartige Leuchtspuren auf dem Foto aufweisen (vgl. Strichspuraufnahme). Ebenso wie für diese Leuchtspuren auf dem Foto kein „reales“ Gegenstück in der Natur existiert, so dient auch das Bild vom Spin-Schaum lediglich der Veranschaulichung der inneren Dynamik des Spin-Netzwerkes in der Theorie der Schleifenquantengravitation.